# 落珠棋
落珠棋（Momentum），是Phil Leduc在2010年推出的兩人棋類，特色遊戲過程如彈珠的碰撞，行棋類似移山棋。

## 棋具
- 使用7*7方格的棋盤。

- 雙方各八枚棋子，以兩色區分敵我。

## 規則
- 每方輪流下一子，並以此棋為中心，將八方鄰格的任何棋子朝外推動一格，並將以下動作連續進行，直到該些棋子皆移入空格，或被移回，才回合結束。
  - 被推動的棋子若移入有任何棋子的棋位，則將原本該處的棋子同樣朝外推動一格。
  - 棋邊格的棋子若被推往棋盤外，則移回其擁有者手中。

- 棋盤上先有八枚己棋者獲勝[2]。

## 外部連結
- 遊戲介紹 （页面存档备份，存于）
- 遊戲下載